# Döppersberghöhlen
Die Döppersberghöhlen (genauer: Döppersberghöhle I und II) waren zwei Kleinhöhlen im Wuppertaler Stadtgebiet.

## Lage und Beschreibung
Die Höhlen befanden sich im Gestein der Oberen Honseler Schichten, die aus der Zeit des Oberen Mitteldevons stammen. Vornehmlich wird diese Schicht von Tonschiefern und Grauwacken gebildet, die einen mehr oder minder hohen Kalkgehalt haben können. Daneben treten auch Einlagerungen von reinem Kalk auf, die aus Korallen- und Stromatoporenriffen entstanden sind. Gerade diese lokalen Kalklinsen sind oft sehr stark verkarstet und haben Höhlen gebildet.
Damit ist diese Schicht auch die Gesteinsschicht, in der sich in rund 1,5 Kilometer Entfernung die Hardthöhlen befinden, ein Höhlensystem, das zu den größten des Rheinlandes zählt. Die Döppersberghöhlen befanden sich in der Nähe unterhalb des Gebäudes der ehemaligen Reichsbahndirektion Elberfeld, südlich der Wupper.

## Geschichte
Der Verkehrsknotenpunkt Döppersberg wurde ab Dezember 2010 komplett umgestaltet. Auch die Bundesstraße 7 wurde dazu im Sommer 2014 für drei Jahre gesperrt, damit sie auf eine Länge von ca. 600 m tiefergelegt werden kann.
Bei der Bearbeitung der Baugrube unterhalb der Bundesbahndirektion wurde am südlichen Hang Kalkstein angeschnitten. Unter Vermittlung des Umweltressorts der Stadt Wuppertal durften zwei Mitglieder des Arbeitskreises Kluterthöhle e. V. (AKKH) am 19. Juni 2015 die Baustelle zur Forschungszwecke betreten. Zuvor wurde von Seiten der Bauausführung ein unplanmäßiger Verbrauch von Flüssigbeton registriert. Der Flüssigbeton sollte im Untergrund die gesetzten Anker verfestigen.
Mit Hilfe des Einsatzes von schwerem Gerät wurde der Eingang vergrößert. Es zeigte sich bei der Beschauung, dass sich dort eine Kleinhöhle mit Laugformen und keinen Tropfsteinen erhalten geblieben war. Sie wurde vermessen und als Döppersberghöhle I in das Höhlenkataster aufgenommen. Eine zweite, tiefer gelegene Kleinhöhle wurde als Döppersberghöhle II im Höhlenkataster aufgenommen. Sie wurde im Bereich der neu verlegten Abwasserleitungen entdeckt. Durch vorgefundenen Lehm konnte festgestellt werden, dass sie in direkter hydrologischer Verbindung zur Wupper stand und bei höherem Wasserstand der Wupper geflutet wurde. Der AKKH nahm an, dass die beiden Höhlen ursprünglich – vor dem Zeitpunkt der Untersuchung – länger gewesen seien und womöglich in Verbindung zueinander gestanden haben.
Bis auf die im 19. Jahrhundert zerstörte Zwergenhöhle an der Kluse war keine Höhle im Stadtgebiet südlich der Wupper bekannt, so war man überrascht, hier auf eine zu treffen. Nach der Dokumentation im Juni 2015 wurden die Höhlen durch die fortschreitende Überbauung zerstört.